# شلاق عید پاک
شلاق عید پاک یکی از سنت‌های مردمان جمهوری چک، اسلواکی و برخی از مناطق مجارستان در روز دوشنبه عید پاک می‌باشد.

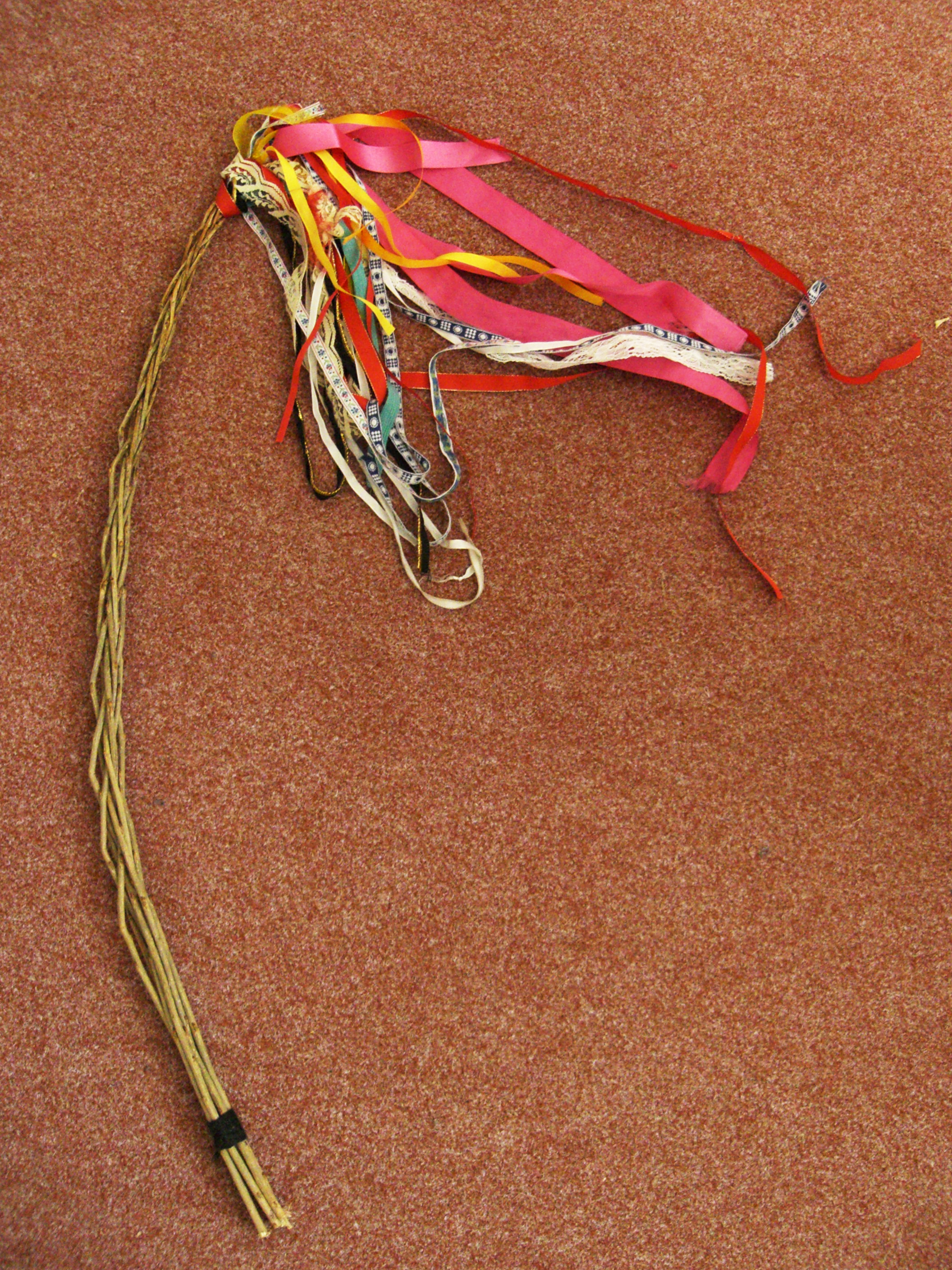
شلاق دست‌ساز در چک (Czech Pomlázka)

در روز بعد از عید پاک، در مناطقی از اروپای شرقی مردان در صبح زود با شلاق‌هایی دست‌ساز محلی (Pomlázka یا در چک korbács) که با شاخه‌های درختان بید و ربان‌های رنگی درست شده‌است، ضرباتی نرم به باسن زنان خود وارد می‌کنند. اگر مردان بعد از ظهر وارد خانه شوند، ابتدا زنان یک سطل آب سرد روی آنها می‌ریزند و پس از آن به شادی می‌پردازند. در برخی مناطق مردان در ابتدا زنان را با آب یا عطرها خیس و معطر می‌کنند سپس به اسپنک کردن زنان و تنبیه زنان خود می‌پردازند.
در این سنت، ابتدا مردان آیاتی چند در صف بهار و نعمت‌ها می‌خوانند و سپس زن به سمت مرد برمی‌گردد و مرد با شلاق به باسن او ضربه‌ای وارد می‌کند و او را ادب میکند. این عمل که گاهی با درد نیز همراه است و این عمل را برای باروری زنان مفید می‌دانند. در گذشته، در روستاها مردان جوان با این شلاق‌ها به‌دنبال دختران روستای خود می‌کردند و به‌صورت جمعی آنها را ادب و تنبیه می کردند و باسن آنها را کتک می‌زدند  و این سنت را برپا می‌کردند.

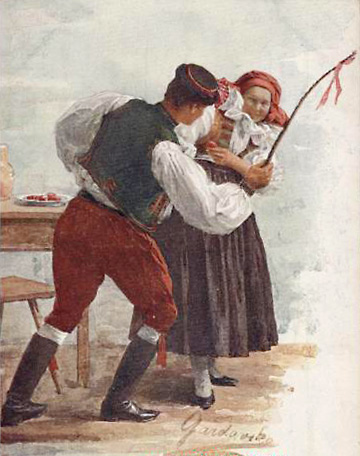
تازیانهٔ عید پاک در نقاشی

 براساس تحقیقی که در سال ۲۰۱۹ صورت گرفته‌است، حدود ۶۰درصد از مردم جمهوری چک هم‌چنان از این سنت تبعیت می‌کنند.